# Adam Larsson
Nils Erik Adam Larsson, född den 12 november 1992 i Skellefteå, är en svensk ishockeyback som spelar för Seattle Kraken  i NHL.
Han har tidigare spelat för Edmonton Oilers och New Jersey Devils i NHL och på lägre nivåer för Albany Devils i AHL och Skellefteå AIK i SHL.

## Spelarkarriär

### TV-pucken
Larsson ledde Västerbotten till final i TV-pucken 2008/09, valdes till turneringens bästa back och fick ta emot Lill-Strimmas stipendium. 

### Elitserien
Säsongen 2009–10 ingick Larsson för första gången i Skellefteås A-lagstrupp. Detta efter att ha imponerat under försäsongen. Redan föregående säsong, den 29 januari 2009, med sina då 16 år, 2 månader och 17 dagar blev han den näst yngste debutanten i Elitseriens historia. 
I säsongsdebuten 2009–10 blev det förlust mot Färjestads BK, men Larsson fick med sina 18,26 minuter tredje mest speltid i Skellefteå. 16-åringens första elitseriemål kom 6 oktober 2009 mot MoDo Hockey, och med det blev han den tredje yngsta spelaren genom tiderna att göra mål i Elitserien.
Hockeyexperten Niklas Wikegård framhöll tidigt Larsson som favorit till utnämningen årets rookie i Elitserien, men priset tilldelades istället Jacob Markström. 
Totalt blev det 17 poäng (4 mål, 13 assists) på 49 matcher under säsongen. Larsson tangerade därmed det poängrekord för backar under 18 år som Tomas Jonsson satte säsongen 1977/1978 (han gjorde då 8 mål och 9 assist på 35 matcher).
Nästföljande säsong 2010–11 blev poängmässigt mindre lyckad (9 poäng på 37 matcher), bland annat till följd av skador, men Larsson var ändå med om att - som lagets yngsta spelare - föra Skellefteå till klubbens första SM-final på 33 år. Där blev det emellertid förlust mot Färjestads BK. Också denna säsong blev Larsson nominerad som årets rookie i Elitserien, men priset tilldelades istället Mattias Ekholm.

### NHL

#### New Jersey Devils
Larsson valdes som nummer fyra totalt i NHL-draften 2011 av New Jersey Devils, som förste back i draften.
Den 15 juli 2011 skrev Larsson på ett treårigt entry level-kontrakt med Devils.
Han debuterade säsongen 2011–12 och blev med det den förste 18-årige backen att debutera i Devils sedan Scott Neidermayer, och den förste 18-årige backen ligan sedan Drew Doughty.
Larssons första NHL-mål kom den 11 november 2011 på Tomas Vokoun i Washington Capitals.
Under rookiesäsongen gjorde han 18 poäng på 65 matcher. Endast fyra spelare, däribland ryske storstjärnan Ilja Kovaltjuk och svenske Henrik Tallinder, fick mer istid i hela laget. Trots att Larsson var lagets poängbäste back i grundserien fick han ändå finna sig i att sitta på läktaren under stora delar av slutspelet, då New Jersey överraskade med att gå hela vägen till Stanley Cup-final 2012.
Under NHL-lockouten 2012–13 spelade Larsson i AHL med Albany Devils. I Albany fick han mycket speltid i alla spelformer och producerade imponerande 19 poäng (4 mål, 15 assist) på 33 matcher. 
När NHL-säsongen väl drog igång var det många som trodde att det skulle bli Larssons genombrottssäsong, men efter en lovande säsongsinledning i NHL fick han allt mindre istid och blev också placerad på läktaren med jämna mellanrum. Olikt den roll han spelade i Albany användes han i New Jersey i en mer renodlat defensiv roll. Larssons poängfacit den andra säsongen blev 6 assists på 37 matcher.
Produktiviteten sjönk ytterligare under Larssons tredje säsong i New Jersey 2013–14, då han fortsatt bänkades i en del matcher och även tillbringade en längre tid hos Albany Devils i AHL. Det var först mot slutet av säsongen, när New Jersey Devils drabbades av skador på flera backar, som Larsson blev återkallad till NHL. Poängfacit blev 3 poäng på 26 matcher.
Den 30 juni 2014 skrev han på ett ettårskontrakt med Devils till ett värde av 900 000 dollar.
Säsongen 2014–15 var ett lyft för Larsson som gjorde 24 poäng på 64 matcher, som resulterade i att han skrev på ett sexårskontrakt värt 25 miljoner dollar med Devils den 25 juli 2015.

#### Edmonton Oilers
2015–16 sjönk poängproduktionen till 18 poäng på 82 matcher, och den 29 juni 2016 blev han oväntat tradad till Edmonton Oilers i utbyte mot Taylor Hall.
Under sin första säsong 2016–17 i Oilers gjorde han 19 poäng på 79 matcher när Oilers tog sig till slutspel, där han producerade 6 poäng på 13 slutspelsmatcher.
Säsongen 2017–18 utsågs han till assisterande kapten vid sidan av Connor McDavid, och åstadkom 13 poäng på 63 matcher när Oilers missade slutspel.

#### Seattle Kraken
Sommaren 2021 skrev han på ett fyraårskontrakt för Seattle Kraken där han är assisterande kapten.

## Landslagskarriär
Fastän han var underårig gjorde Larsson stor succé med småkronorna i 2009 Memorial of Ivan Hlinka (tidigare U18 World Cup).
4 september 2009 debuterade den ännu 16-årige Larsson i J20-landslaget under en fyrnationersturnering i Finland och kopierade därmed Tomas Jonsson och Victor Hedman som båda under sin första elitseriesäsong i MoDo Hockey spelade i såväl yngre som äldre juniorlandslaget. Larsson gjorde mål redan efter drygt en minut i sin J20-landslagsdebut i numerärt överläge, och matchen slutade med 4-2 till Sverige mot Ryssland.
Larsson kom även att spela J20-VM 2010, där han som turneringens yngste spelare producerade 4 poäng på 6 matcher (en notering som gav honom en 13:e plats i backarnas poängliga i turneringen) och hjälpte till att bärga ett brons för Sverige.
I J18-VM samma år, som slutade med svenskt silver, valdes Larsson till turneringens bäste back och blev även uttagen i turneringens All Star-lag.
Vid J20-VM 2011 gjorde Larsson åter 4 poäng på 6 matcher, men Sverige missade medalj för första gången på fyra år. Till följd av NHL-uppdrag blev han inte aktuell för småkronorna i J20-VM 2012.
Han var med i Tre Kronors trupp som tog VM-guld i Danmark 2018.

## Privatliv
Larssons far Robert var en storvuxen, offensivt produktiv back i Skellefteås A-lag mellan 1985 och 1994 (draftad i 6:e-rundan 1988 av Los Angeles Kings) och hans äldre bror heter Hampus Larsson.

## Meriter
- J18 Allsvenskan SM-silver 2009
- Lill-Strimmas stipendium 2009
- J20-VM-brons 2010
- J18-VM-silver 2010
- VM-guld 2018
- VM All-star Team 2018